# Il Pensiero di Nizza
Pour les articles homonymes, voir Nizza.
Il Pensiero di Nizza (« Le Penseur de Nice ») est un journal en langue italienne, édité à Nice qui parut du 19 février 1871 jusqu'au 16 novembre 1895,.

## Historique
Il Pensiero di Nizza est un journal en langue italienne, édité à Nice, fondé en 1871, presque une décennie après l’annexion de la ville à la France.
Le Pensiero prend la suite du journal niçois de langue italienne Il Diritto di Nizza le 6 novembre 1870 qui est interdit par le préfet Marc Dufraisse le 9 février 1871 au moment des Vêpres niçoises et aussitôt remplacé par La Voce di Nizza puis par Il Pensiero di Nizza qui commence à paraître le 19 février 1871.
Il reprenait et réitérait tous les éléments de La Voce di Nizza (it), autre journal rédigé en italien, interdit en 1860 et réapparu sporadiquement en 1871 (et qui n’a pas été officiellement restauré) par le gouvernement français qui avait récemment remplacé l’administration sarde.
Il Pensiero di Nizza a été sanctionné par les autorités françaises en 1895 (35 ans après l'annexion de la Comté de Nice à l'Empire français) et accusé d'irrédentisme italien, alors qu'il était seulement autonomiste. Son rédacteur en chef était Giuseppe André (Joseph André).